# 丁烯比妥
丁烯比妥是一种有机化合物，化学式C10H14N2O3，属于巴比妥类药物，1930年代由礼来公司开发。